# Josip Pivarić
Josip Pivarić (født 30. januar 1989 i Zagreb, Jugoslavien), er en kroatisk fodboldspiller (venstre back). Han spiller for Dynamo Kiev i den ukrainske liga, hvor han har været på kontrakt siden 2017.
Pivarić har tidligere spillet i mange år for Dinamo Zagreb i sin fødeby, og var her med til at vinde hele fire kroatiske mesterskaber.

## Landshold
Pivarić debuterede for Kroatiens landshold 14. august 2013 i en venskabskamp mod Liechtenstein. Han var en del af det kroatiske hold ved VM 2018 i Rusland.